# Genmaicha
Genmaicha (玄米茶, "chá arroz marrom" ("chá verde com arroz integral torrado",PT)) é o nome em japonês para chá verde combinado com arroz marrom (castanho) torrado. Algumas vezes esta chá é chamado de "chá pipoca" porque alguns grãos de arroz estouram quando são torrados. Este tipo de chá era originalmente bebido pelos japoneses pobres, já que o arroz funcionava como um preenchimento e reduzia o preço do chá; hoje em dia ele é consumido por todos os segmentos da sociedade.  

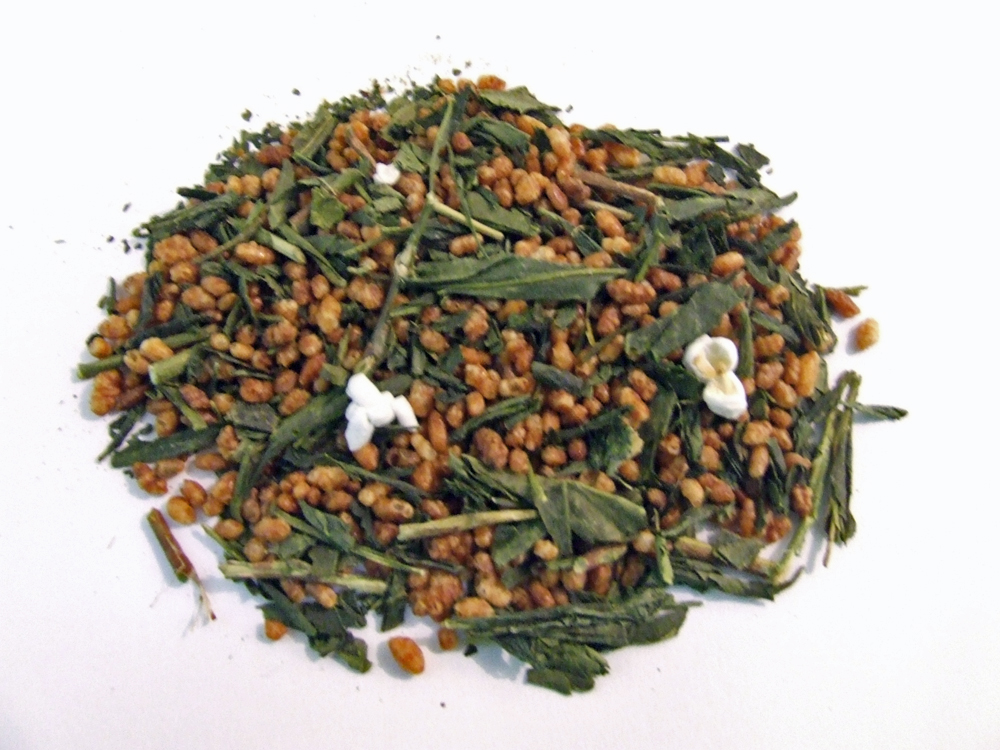
Genmaicha

O chá obtido destas folhas possui uma coloração amarelo-clara. Seu sabor é suave e combina o sabor do chá verde com o aroma do arroz torrado. 
Genmaicha também é vendido misturado com matcha (chá verde em pó). Este produto é chamado Matcha-iri genmaicha (lit. Genmaicha com chá verde em pó adicionado). Matcha-iri genmaicha possui um sabor similar ao genmaicha puro mas é mais forte e possui uma coloração mais esverdeada.